# The Open Network
The Open Network (TON) — децентрализованная блокчейн-сеть, а также платформа, обеспечивающая создание защищённых приложений с встроенными инструментами анонимности, такими как прокси-сервер и анонимайзер. Сеть основана на принципах оверлейной P2P-сети и предоставляет различные сервисы, включая обмен сообщениями, платёжные операции с использованием криптовалюты Toncoin, хранение данных и операционную систему для распределённых приложений. Проект первоначально разрабатывался под названием Telegram Open Network для поддержки криптовалюты Gram.
Концепция TON разработана братьями Дуровыми, которые привлекли под этот проект инвестиции в несколько миллиардов долларов и запланировали перевод на TON своего популярного мессенджера Telegram.
По мнению обозревателей, TON, с одной стороны, привлекает инвесторов идеей популярной криптовалюты, а с другой стороны, позволяет пользователям в странах с сильной Интернет-цензурой свободно использовать информационные ресурсы, обходя государственные системы блокировок и отслеживания. 30 мая 2019 года Telegram представил упрощённую версию платформы.
12 мая 2020 Павел Дуров в своём Telegram-канале объявил, что закрыл блокчейн-проект TON. 29 июня 2021 он передал домен ton.org и GitHub-репозиторий независимому сообществу разработчиков The Open Network (TON).

## История

### Запуск проекта
В течение восьми лет Telegram развивался только на личные средства Павла Дурова. Из материалов, представленных в ходе рассмотрения претензий Комиссии по ценным бумагам США (SEC) к Telegram, следует, что к 2017 году мессенджеру требовались дополнительные деньги на оплату и обслуживание серверов. Дуров рассматривал возможность привлечения традиционных инвестиций, но к началу 2018 года отказался от них в пользу финансирования мессенджера через блокчейн-проект TON (название расшифровывалось двояко: как Telegram Open Network и The Open Network) и криптовалюту Gram.
По замыслу создателей, TON должен был стать платформой для децентрализованных приложений по аналогии с Google Play, AppStore и WeChat, а за счёт заявленной способности обрабатывать миллионы транзакций в секунду — децентрализованной альтернативой международным платёжным системам Visa и MasterCard.

### Продажа токенов
Для привлечения средств Telegram организовал закрытую продажу фьючерсных контрактов, которые давали право на получение токенов Gram после запуска блокчейна. К участию были приглашены тщательно отобранные инвесторы с минимальным чеком в 20 млн $ в первом раунде и 1 млн $ — во втором. Цена криптовалюты для участников закрытой продажи была значительно ниже цены, которую прогнозировал Telegram на момент запуска TON, и выгоду от приобретения актива компания описывала по аналогии с ценными бумагами. Всего в двух раундах компания привлекла 1,7 млрд долларов.

### Разработка
В апреле 2019 года в СМИ появилась информация о создании независимой компании TON Labs. По словам управляющего директора компании Александра Филатова, TON Labs «готовит инструментарий для разработчиков приложений для TON».
17 апреля 2019 года о партнерстве с TON Labs объявила немецкая компания Wirecard AG.
6 сентября 2019 года открылся тестовый портал TON для разработчиков с официальными спецификациями проекта — https://test.ton.org/, а на сайте https://test.ton.org/testnet/ стал доступен обозреватель сети TON, отображающий первые сотни работающих узлов сети. Издание New York Times, комментируя данные события, отметило, что проект выпускает тестовые токены раньше графика, что должно удовлетворить инвесторов. Обозреватели, ссылаясь на экспертов в криптовалютах, также отмечают, что стратегия Дурова держать разработку TON в относительном секрете породила некоторый скепсис в криптографическом обществе относительно конкурирующего проекта криптовалюты Libra от Facebook, но в итоге оказалась верной, так как Facebook, сделав разработку Libra прозрачной, сразу же обрушил на себя гнев регуляторов. В то же время такие эксперты в криптовалютах, как Дэвид Джерард, отмечают, что несмотря на усилия команды TON соответствовать принципам KYC-AML, центральный риск проекта аналогичен Libra — государственные регуляторы могут испугаться утраты контроля над финансовой системой.

### Прекращение проекта (2019—2020)
В октябре 2019 года Комиссия по ценным бумагам и биржам США (SEC) потребовала запрета на выпуск Gram. Павел Дуров предложил вернуть инвесторам TON 77 % вложений или перенести последний срок запуска платформы на 30 апреля 2020 года.
7 и 8 января 2020 года SEC допросила Павла Дурова в связи с ICO TON. Допрос проходил в Дубае. Американский регулятор пытался узнать, зачем Дуров провел ICO, сколько денег потратил на Telegram и TON, и почему токен Gram — не ценная бумага. Дуров ответил, что деньги понадобились для покупки оборудования и поддержания работы блокчейн-платформы, а Gram — криптовалюта, а не ценная бумага.
После длительных судебных разбирательств в конечном итоге SEC признала токены проекта ценными бумагами. После этого команда TON заявила, что не сможет запустить проект в срок, а инвесторам было предложено два основных варианта возврата средств: 72 % в 2020 году и 110 % в апреле 2021 года.
12 мая 2020 года Павел Дуров официально заявил, что работа над проектом Telegram Open Network прекращается. В качестве основной причины указываются действия SEC, которые делают запуск TON невозможным. Команда Telegram также заявила, что не имеет отношения ко всем проектам, которые будут запущены на базе Telegram Open Network в будущем.
2 марта 2021 года инвесторы фонда направили Павлу Дурову уведомления о намерении подать иск против TON Inc. и Telegram Inc. для того, чтобы возместить около 100 млн $ за блокчейн-проект TON.

### Продолжение разработки
После объявления о закрытии проекта командой Telegram были созданы различные проекты-продолжения.
29 мая 2020 года сообщество из разработчиков, валидаторов, победителей публичных blockchain-конкурсов Telegram и криптоэнтузиастов анонсировало продолжение работы над проектом. Первым названием проекта стало «NEWTON».
Команда продолжила поддержание и разработку оригинальной сети testnet2 от команды Telegram, которая была запущена 15 ноября 2019 г.
В мае 2021 года сообщество проголосовало за переименование названия сети testnet2 на mainnet. Также команда разработчиков сменила название «NEWTON» на «TON Foundation». TON Foundation провозглашается некоммерческим сообществом, нацеленным на дальнейшую поддержку и разработку сети.
TON Blockchain использует proof-of-stake консенсус, и для генерации новых блоков майнинг не требуется. Командой Telegram почти вся масса из 5 миллиардов монет была переведена на специальные смарт-контракты proof-of-work givers. Новые монеты можно получить путем майнинга этих контрактов. Proof-of-work giver контракты имеют свои пределы и иссякнут, как только пользователи добудут все доступные монеты.
29 июня 2021 г. команда Telegram в ответе на открытое письмо согласилась передать домен https://ton.org/ и аккаунт https://github.com/ton-blockchain сообществу The Open Network.
9 августа 2021 EXMO объявляет о листинге новой криптовалюты — TONCOIN.
23 декабря 2021 года создатель Телеграм Павел Дуров выпустил пост о проекте TON на своей странице в Telegram и поддержал команду разработчиков. В своем сообщении Павел Дуров пожелал успеха команде разработчиков, но подчеркнул, что не имеет к проекту никакого отношения.

## Архитектура TON
TON — это амбиция запустить децентрализованный Web и амбиция запустить новый EthereumTechCrunch
TON — это даркнет с полнофункциональными сервисами от платежей до хранилища файлов и приложений, который базируется на парадигме распределенной системы без зависимости от постоянного подключения к управляющим серверам. Дуров в бизнес-плане называет его ближайшим аналогом даркнет-систему I2P.
В архитектуру платформы TON, как и других даркнетов, заложено несколько уровней защиты от попытки установить над ней любой вид государственной регуляции (защита «от цензуры» по тексту бизнес-плана Павла Дурова).
| Компонент TON         | Назначение                                                                                                |
| --------------------- | --- |
| TON Blockchain        | Ядро платежной системы на блокчейне, рассчитанное на миллионы платежей в секунду                          |
| TON P2P Network       | Организация сети класса «peer-to-peer» из самих клиентов TON                                              |
| TON Storage           | Распределенное «торрент-подобное» хранилище для файлов и сервисов                                         |
| TON Proxy             | Прокси и анонимайзер, архитектурно подобный I2P и Tor                                                     |
| TON DHT               | Распределенная система поиска объектов по хеш-кодам, играющая роль, подобную «торрент-трекеру» TON        |
| TON Services          | Платформа для создания распределенных приложений для TON                                                  |
| TON DNS               | Система поиска по «человеческим именам» хеш-кодов в TON DHT                                               |
| TON Payments          | Платежная система, в том числе для микроплатежей с отложенным отображением в TON Blockchain               |
| TON Virtual Machine   | Виртуальные машины для исполнения алгоритмов контрактов между покупателями и продавцами                   |
| TON Messages          | В TON сообщения возможны не только между людьми, но и между алгоритмами. Это базовая функция коммуникации |
| TON Hypercube Routing | Система вычисления оптимального пути в TON P2P Network для сообщений TON Messages между нодами            |
| TON Validators        | Пользователи сети, создающие и проверяющие блокчейны TON Blockchain, то есть проводящие платежи           |

## TON External Secure ID (Telegram Passport) — виртуальный паспорт пользователя
Аналогичная абсолютно анонимная система I2P критикуется за большое количество незаконного контента. С другой стороны, такие криптовалюты, как Bitcoin, попадают под финансовые санкции регуляторов, так как их полная анонимность приводит к торговле оружием, наркотиками, а также отмыванию незаконно полученных средств. Часто покупка и продажа криптовалюты с банковской карты — довольно сложная для пользователей операция из-за отказа многих банков заниматься подобной деятельностью. Поэтому в TON предусмотрена идентификация пользователей через TON External Secure ID (Telegram Passport).
В архитектуру TON заложена деанонимизация пользователей по их желанию или требованию какого-то держателя TON Site по раскрытию личности пользователя. Telegram Passport был введён в эксплуатацию 26 июля 2018 года. При этом выбран баланс между приватностью и препятствием деятельности преступников. TON External Secure ID (Telegram Passport) — это идентификатор пользователя, привязанный к хранилищу данных, идентифицирующих пользователя в том числе через отсканированные копии его документов. Пользователь сам загружает свои персональные данные и они шифруются его персональным ключом и не доступны никому до тех пор, пока сам пользователь не решит снять свое инкогнито перед кем-то.
Персональные данные TON включают в себя аналогичные с процедурой верификации PayPal документы:
- фотография;
- отсканированные копии удостоверения личности, такие как паспорт или водительские права;
- подтверждение адреса через отсканированные копии счет-фактур на ЖКХ;
- данные о банковских картах[43].

Некоторые сервисы TON могут потребовать идентификации пользователя, и в этом случае пользователь передает сервису ключ для дешифровки своих персональных данных. Пользователь также может отказаться от предоставления ключа к своим персональным данным и воспользоваться другим сервисом TON, где это не требуется, но для банковских сервисов это потребуется почти везде согласно законодательству против отмывания денег, известного как KYC-AML. В том числе это операции с настоящими банковскими картами для конвертации из долларов в криптовалюту Gram и обратно. Без разрешения пользователя получить доступ к его персональным данным технически невозможно, так как только сам пользователь знает пароль для их расшифровки.
Проверка документов пользователя производится не самим Telegram, а персоналом стороннего сервиса. В случае, если это банк, дополнительно эта операция охраняется законом о банковской тайне. После этого также формируется признак TON External Secure ID, что пользователь — «проверенный» и другие TON-сервисы, доверяющие этому валидатору документов, открывают пользователю доступ к сервисам, требующим выполнения принципа KYC-AML. Сами операторы сервисов TON, доверяющие валидатору документов, не могут узнать ничего о персональных данных пользователя, так как не могут их расшифровать, однако могут быть уверены, что это реальный человек с проверенными документами и совершение операций с ним безопасно. Также такие сервисы TON не могут узнать и реальное имя пользователя, так как будут во время операций иметь доступ только к его хеш-коду. Раскрыть персональные данные пользователя технически в состоянии будет только валидатор его документов, который имеет ключ для их дешифровки. При этом валидатор не сможет дешифровать сами операции и файлы пользователя, так как не владеет соответствующими ключами.
Используемая в TON концепция хранения персональных данных самим пользователем и без доступа Telegram к ним позволяет Telegram обойти условия местного законодательства во многих странах, которое часто запрещает хранение персональных данных граждан за рубежом. В частности, федеральный закон РФ «О персональных данных» устанавливает такое требование. Отсутствие у Telegram ключей для расшифровки персональных данных пользователей также позволяет компании уклониться от претензий правоохранительных органов и направить их с запросами к валидаторам документов пользователей, которые являются сторонними компаниями, никак не связанными с Telegram.

## Системные сервисы TON
Часть технологий TON является системными и напрямую не видны пользователям, но они влияют на безопасность, функциональность и производительность системы.

### TON Abstract Datagram Network Layer и Zero Channel для «теневых мостов» в TON
TON DNS архитектурно имеет защиту от попыток манипулировать госрегуляторами транспортными протоколами на уровне IP-адресов за счёт попытки использования какого-то клиента TON для прослушивания запросов внутри сети. Сам по себе TON является оверлейной компьютерной сетью, то есть оторван внутри себя от IP-адресации. Вместо IP-адресов TON DNS возвращает 256-битные хеш-коды частей (шард) объектов, по которым они могут быть найдены в TON Storage и затем активированы алгоритмически через TON Services. Хеш-коды шард транслируются в IP-адреса через механизм TON Abstract Datagram Network Layer, где маршрутизация может меняться динамически через TON Proxy. Также в TON для производительности, аварийной устойчивости и для защиты против «внешних цензоров» используется многократное дублирование данных через «расщепление шард», поэтому при недоступности одних узлов информацию передадут другие узлы, аналогично работе торрентов.
В TON скопирован также важный механизм из Tor, лишающий государственных цензоров возможности перекрыть входы в TON, используя их общеизвестные публичные IP-адреса. Как и в Tor, в TON будут существовать «теневые мосты», то есть нигде не публикуемые IP-адреса для входа в TON. Как и в Tor, их можно будет узнать через специальные ресурсы с проверкой, что вы человек, а не бот цензора. Однако, реализация в TON более совершенна, чем в Tor. Такие теневые мосты называются Zero Channel, так как на деле не обеспечивают трафика информации и не могут быть по нему обнаружены, а подобно торрент-трекеру сообщают только, где находятся ближайшие по IP-адресам входные точки в TON. Единожды подключенный к TON клиент обычно больше не нуждается в Zero Channel, так как уже знает точки входа и клиенты TON обмениваются между собой новыми точками входа, подобно тому, как это происходит с обменам пирами в торрент-клиентах.

### TON Messages — транспортный протокол
Фундаментальной частью TON являются сообщения между узлами сети. Этот же механизм будет использовать Telegram для передачи сообщений в мессенджере, но его же могут использовать алгоритмы TON. Концептуальным моментом является интеграция сообщений с шардами, то есть блоками данных. Иными словами, адресатом является именно шарда, а не просто нода сети. Для обычных файлов сообщение «куску файла» не имеет особого смысла, но в случае хранения блокчейнов криптовалют или создания реляционных СУБД в TON каждая шарда как кусок цепи или часть таблицы имеет самостоятельный смысл. Для блокчейнов сообщения в адрес шарды нужны для обработки условий умных контрактов для тех сделок, где по их условиям требуется запрос внешних данных. Для реляционной базы данных алгоритм может обработать часть записей распределенной таблицы.
Поскольку постоянное расщепление шард является средством повышения оптимизации хранения и производительности TON, то оптимизирована и обработка сообщений шардам при таком расщеплении. Нода сети, которая имела сущность до её расщепления по другим нодам, может получать и обрабатывать сообщения «по старой» адресации до расщепления. Это также помогает другим нодам обрабатывать очереди сообщений при их перегрузке. Иными словами, «ноды-соседи» могут помочь обработать информацию другой ноде. Данный механизм «сотрудничества соседей» является одним из базовых механизмов оптимизации производительности TON.
Instant Hypercube Routing занимается роутингом именно сообщений как элементарной единицы обмена данными в TON.

## NFT коллекции в The Open Network
C 2022 года в блокчейне появились первые коллекции на смарт контрактах.
Одними из первых загруженных коллекций можно считать TON PUNK, TON Diamonds, Toned Ape Club, TON Ducks, ARL и Hello TON NFT.
На третий квартал 2023 года основными площадками для торговли NFT в блокчейне The Open Network можно считать маркетплейсы Getgems, Fragment и TON Diamonds.
Кроме того, на блокчейне TON выпущен первый в мире коллекционный жетон RespectX и жетон с собственной экосистемой — OpenCoin

## Приложения

### TON Payments
Современные криптовалюты имеют существенные недостатки. Gram представляет так называемое пятое, последнее поколение криптовалют класса «мультицепь» с распределенной работой. Бета-версия TON Payments должна была быть доступна во втором квартале 2018 года, а функциональная версия с появлением «кошельков» для криптовалюты Gram у пользователей Telegram — в декабре 2018 года.
Традиционная технология майнинга, положенная в основу контроля эмиссии большинства криптовалют, требует достаточно бессмысленного выполнения рутинных операций с большими затратами на электроэнергию и оборудование. При этом майнинг, хотя и замедляет эмиссию криптовалют, но не делает их курс стабильным. Второй недостаток традиционных криптовалют — это очень медленный процессинг, не более 5-15 операций в секунду, что делает их непригодными для быстрых покупок на манер использования банковских карт, и пользователи вынуждены обычно ждать около суток для завершения платежей.
Павел Дуров отказался от майнинга и сразу же получил все 5 миллиардов токенов своей криптовалюты для продажи инвесторам. Из них 50 % ушли в фонд некоммерческой организации, стабилизирующей курс Gram относительно доллара, выполняя роль аналога Центробанка (TON Reserve). Эта же организация обеспечивает свободную конвертацию долларов в Gram и выход из Gram в доллары. TON Reserve автоматически начинает скупать Gram с рынка при падении его цены, а также обеспечивает выпуск новых Gram по цене не менее, чем на 2 % выше, чем год ранее. Существенный момент от наличия «виртуального ФРС» — это страховка от построения финансовой пирамиды из Gram. Деятельность TON Reserve, независимого от самих разработчиков, сосредоточенных в другой организации TON Foundation, направлена на то, чтобы Gram был в первую очередь платежным средством с устойчивым курсом к доллару.
4 % массы Gram станут премиальным вознаграждением разработчиков TON. Ещё 10 % Gram уйдут в некоммерческую организацию TON Foundation, которая будет поддерживать инфраструктуру TON в работоспособном состоянии. Остальные зарезервированы для постепенной продажи инвесторам и вывода через них в обращение.

### TON Virtual Machine
Существенный момент, что блокчейн построен на механизме смарт-контрактов, которые выполняют виртуальные машины (TON Virtual Machine, TON VM). Для пользователей это означает, что они могут проводить не только платежи, но также и оформлять в электронном виде любые договоры по сделкам между собой. Это более совершенная модель, чем просто подписанный электронной цифровой подписью документ между сторонами, так как и само содержание договора формализовано и может читаться и обрабатываться автоматическими алгоритмами. Собственно текст типовой сделки между сторонами — это программа на специальном языке Fift со всеми её условиями, которая выполняется в виртуальной машине. Язык Fift является стековым языком программирования, по идеологии напоминающим язык Forth. Помимо Fift, который является низкоуровневым языком программирования, код которого с помощью ассемблера Fift преобразовывается непосредственно в команды для виртуальной машины TON, для удобства разработки смарт-контрактов был также предложен язык FunC с Си-подобным синтаксисом, статической типизацией и полиморфизмом.
Как правило, типовые сделки со всеми их условиями образуют репозиторий умных контрактов, поэтому для типовых сделок сторонам не требуется привлекать программистов для их формализации. В случае TON, все алгоритмы для виртуальных машин собраны в древовидный репозиторий с хеш-кодами алгоритмов, что позволяет их быстро найти TON DNS и также контролировать их версионность. При создании новой версии алгоритма он становится новым «листом» данного дерева.
TON Virtual Machine является универсальным механизмом TON не только для криптовалют. Этот же механизм используют TON Services для реализации распределенных приложений TON. Концептуально код внешне «серверных приложений» в TON выполняется не на сервере, а TON DNS находит по хеш-коду нужные алгоритмы и передает их через TON Storage на клиент, где они выполняются в виртуальной машине TON VM.

### TON Storage
Это распределенное файловое хранилище, которое хранит данные не на серверах Телеграм, а по большей части на клиентских устройствах, которые обмениваются данными аналогично торрентам. Плановый срок запуска — первый квартал 2019 года.
Файлы могут быть найдены с помощью сервиса TON DNS аналогично поиску по распределенному хранилищу eMule. От попытки ввести государственную цензуру по файловому хранилищу и отследить обмен информацией хранилище и его каналы защищены криптографией. Поверх каналов обмена TON Storage может также функционировать защита IP-адресов от их выявления — TON Proxy. Архитектурно сам TON, как и торренты, не имеет управляющего сервера, отключение которого любым методом может вывести TON из строя.
Такие серьёзные меры по созданию криптозащищённого распределённого хранилища стали причиной подозрений в использовании Telegram в роли платформы для свободного распространения пиратского контента, возможно, с целью повышения собственной популярности.
Существенным отличием TON Storage от обычного файлового хранилища типа торрентов является то, что поверх него также могут работать приложения TON Services. В бизнес-плане отмечается, что технологически возможно создание аналога Youtube с проигрыванием видео из такого распределенного хранилища. Другой сценарий позволяет хранить в TON Storage в зашифрованном виде свои личные файлы пользователям, фактически являясь аналогом криптованного диска Mega неограниченного размера с неограниченной полосой пропускания.
Криптовалютные сервисы также используют TON Storage для реализации своей системы процессинга платежных операций. Идея построить на базе хранилища для блокчейнов новый Dropbox не оригинальна. Так, она предлагается в стартапах Dropcoin и Filecoin, но у них нет миллиардов долларов и сотен миллионов пользователей, как у Дурова, поэтому их шансы захватить лидерство меньше.
TON Storage будет иметь коммерческий вариант использования. Пользователи, которые продадут TON Foundation свое дисковое пространство, будут получать от него плату в криптовалюте Gram. Аналогичным образом пользователи, которые захотят иметь больше пространства, чем в бесплатном тарифе, смогут купить его через Gram.

### TON Services
TON является платформой для создания распределенных приложений (distributed applications, dapps). Разработчики таких приложений могут получать плату за свои услуги в криптовалюте Gram. Плановым сроком запуска был первый квартал 2019 года, однако позднее дата была перенесена на октябрь.
Имеется возможность создавать несколько видов приложений:
- TON Sites — это приложения, напоминающие WWW-серверы, которые показывают страницы, имеют формы ввода данных, также поддерживается концепция гиперссылок между приложениями. Главное отличие от традиционного сайта в том, что его невозможно закрыть внешнему государственному цензору, так как приложение распределено по клиентским устройствам.
- Fog Services — сервисные TON Services, являются распределенными. Их не могут уничтожить регуляторы, заблокировав какой-то сервер. Поэтому для них введен термин «fog services», то есть приложения существующие в «дымке», то есть непонятно где. TON Payments, TON Proxy и сам мессенджер Telegram являются такими неуничтожаемыми «fog services».

Фактически клиенты TON становятся не просто мессенджерами, а своеобразными «TON-браузерами», способными «оживить» алгоритмически полученные из TON Storage алгоритмы аналогично тому, как web-браузеры «оживляют» код в HTML-страницах. Аналогия в данном случае полная в том плане, что TON Sites будут поддерживать клиентскую функциональность HTML-страниц, поэтому клиент TON может работать для информационного TON-сайта точно также как Google Chrome для обычных сайтов. Отличие заключается в методах ввода данных в HTML-формы (POST-метод HTML), где сохранение происходит не на классический сервер, а в TON Storage.
В технической спецификации по TON подробно рассмотрено также создание социального приложения, аналогичного Facebook, причем для таких приложений могут оказывать услуги обработки данных валидаторы криптовалюты, если их оборудование в конкретный момент простаивает. По мнению критиков, более вероятно, что будут создаваться не социальные и не оппозиционные ресурсы, а сайты, торгующие порнографией (в том числе запрещённой), которые станут крупнейшим хабами порнографии.
В спецификации также отмечается, что в целом концепция TON Services не является оригинальной и во многом скопирована с «eep-services» и «eep-sites» из архитектуры даркнета I2P. Оригинальным является применение для работы распределенных приложений хранилища TON Services и виртуальных машин TON VM, которые изначально созданы для блокчейнов криптовалюты.
Существенным моментом для защиты от внешней цензуры является относительная независимость от обновления версии приложения Telegram из Google Play и Apple Appstore. Новая версия кода даже для самого мессенджера приходит через саму сеть TON и выполняется в виртуальной машине.

### TON Proxy
Для обхода межсетевых экранов блокирования TON по IP-адресам, а также попыток отследить, куда обращаются пользователи Telegram внутри TON, в TON имеется подсистема, функционирующая как P2P Proxy, аналогично архитектуре Tor или Hola. Плановый срок запуска — первый квартал 2019 года.
Данное решение делает неэффективными решения, аналогичные «блокировкам по IP» от Роскомнадзора и лишают смысла технологические попытки отследить активность пользователей по законам, аналогичным пакету Яровой. При работе TON Proxy не используются серверные IP-адреса, которые можно найти и заблокировать, а сами клиенты TON общаются друг с другом, поэтому попытка их заблокировать эквивалента блокированию всего Интернет. Наблюдаемая же в логах провайдеров связь по IP-адресам не позволяет понять, куда обращаются приложения Telegram и за чем, так как истинный целевой узел TON сокрыт за цепью proxy-посредников через криптографический «тоннель», как в Tor. Также провайдерам будет невозможно определить, что наблюдаемый ими трафик относится к Telegram, так как заголовки пакетов имеются только при первом подключении, далее весь зашифрованный трафик для внешнего наблюдателя является хаотическими данными без заголовков. Иными словами, TON Proxy выполняет и роль весьма совершенного анонимайзера пользователей.
Отличием от Tor в TON Proxy является заложенная на уровень архитектуры балансировка нагрузки с защитой от DoS-атак. При перегрузке каналов TON Proxy автоматически меняет маршрутизацию. Другим отличием от Tor является использование не «луковой маршрутизации», а «чесночной маршрутизации», как в I2P. Сама по себе технология «луковой маршрутизации» уже очень надежна, так как каждый узел в сети не знает полного маршрута пакетов, а только куда передать дальше, что узел узнает, снимая очередную оболочку криптографии подобно чешуйкам лука. Поэтому даже если правоохранительные органы будут использовать подставной узел связи в TON, то практически ничего не смогут узнать об отправителях и адресатах информации — чтобы снять следующие «чешуйки» криптоконтейнера, у подставного узла TON нет ключей. Основное отличие «чесночной маршрутизации» заключается в том, что в её архитектуру заложена поддержка сайтов «даркнета», для этого маршрутизация может быть не только «один-к-одному», но и «один-ко-многим». Последнее разрешается через «дольки чеснока» в криптографическом контейнере.
Если TON Site нужно отдать контент многим клиентам, то он сначала отдает его какому-то узлу через цепочку посредников, а затем уже этот узел распаковывает послания конкретным пользователям (их дольки) и раздает им. Иными словами, «чесночная маршрутизация» поддерживает криптозащищённое «вещание в Интернет» и по массовому исходящему трафику невозможно обнаружить узел-источник материалов для TON Site, так как он использует Proxy-посредников для вещания и сам его исходящий трафик небольшой. Чесночная маршрутизация также крайне усложняет блокирование зарубежного контента таким цензорам, как Роскомнадзор, так как обнаружить канал его поставки очень сложно из-за незначительного трафика. «Распаковка чеснока» уже происходит нодами TON после того, как информация миновала системы слежения за внешним трафиком.
TON Proxy будет иметь коммерческую схему эксплуатации. Пользователи TON, которые согласятся принимать на себя внешний трафик, выводя других пользователей в TON, будут получать от TON Foundation плату в криптовалюте Gram. Пользователи, которые не захотят выводить внешний трафик TON Proxy, а только пользоваться им, будут платить абонентскую плату в Gram, что дублирует коммерческую модель P2P Proxy Hola.

### The Open League
The Open League, или Открытая Лига TON  — это соревнование, предназначенное для проектов и пользователей в рамках экосистемы TON. Целью лиги является привлечение новых пользователей и удержание старых, а также поощрение участников за активное участие. Лига направлена на повышение вовлечённости пользователей в экосистему, помощь проектам в расширении их аудитории и стимулирование создания функциональных и привлекательных продуктов, особенно для пользователей Telegram.  Первый сезон начался 1 апреля в 2024 году . После пилотного сезона, который привлёк значительное внимание участников, состоялась уже несколько сезонов, где себя заявили разработчики разных приложений: MomoAI, Vertus, SquidTG, Umnicoins, TON Punks и Gleam. 

## Everscale
7 мая 2020 года сообщество разработчиков, валидаторов и представителей индустрии цифровых валют объявило о запуске проекта Free TON, в основе которого лежит открытый исходный код Telegram Open Network. Код TON распространяется по лицензии LGPLv2, которая позволяет использовать его без ограничений. Официальный запуск сети состоялся 7 мая в ходе онлайн-трансляции, посвященной проекту. Нативным токеном проекта Free TON стал TON Crystal, всего в сети возможна эмиссия 5 млрд монет.
Одновременно с этим сторонники Free TON опубликовали Декларацию о децентрализации, доступную для подписи всем желающим поддержать запуск Free TON. В течение суток декларацию подписало несколько тысяч физических и юридических лиц. Среди подписантов декларации известны: компания разработчик TON Labs, биржи криптовалют LEVEL TRADE Ltd, KUNA и CEX.io, валидаторы P2P.org и Everstake, инвестиционные компании Dokia Capital и Bitscale Capital. Примечательно, что на момент запуска граждане США не допускались к участию в проекте Free TON.
9 ноября 2021 года было внесено предложение о смене названия проекта с «Free TON» на «Everscale» и сжигании 3 млрд токенов. В качестве обоснований данного решения было названо желание избавиться от ограничений, накладываемых использованием бренда TON, и в частности, получить возможность листинга на крупных биржах и заключать партнерства с крупными компаниям. Также это решение призвано снизить размытие бренда и путаницу, связанную с существованием других проектов, использующих TON в своём названии. Решение о переименовании проекта было принято управляющим советом при помощи голосования.
14 марта 2022 года DeFi Alliance запустило платформу для голосования EverDAO. Все решения по развитию проекта принимаются на основании голосования владельцев токенов EVER в системе EVER DAO. Для принятия решения необходимо привлечь к голосованию не менее 500 000 монет держателей и получить большинство голосов «за». Чтобы выдвинуть свою инициативу, необходимо заблокировать в стейкинг 100 000 EVER.
В январе 2023 года Venom Ventures Fund, инновационный фонд Web3 и блокчейна, управляемый менеджером инвестиционного фонда Iceberg Capital из Абу-Даби, объявил о стратегическом партнерстве и инвестициях в Everscale, ведущим блокчейном, целью которого является решение проблем масштабируемости, мешающих индустрии Web3.